# 利珀家族
利珀家族（Haus Lippe）是德國一個貴族家庭，始祖是伯恩哈德一世。1528年西蒙五世受晉升為伯爵，他的後代成為利珀亲王国的統治者。

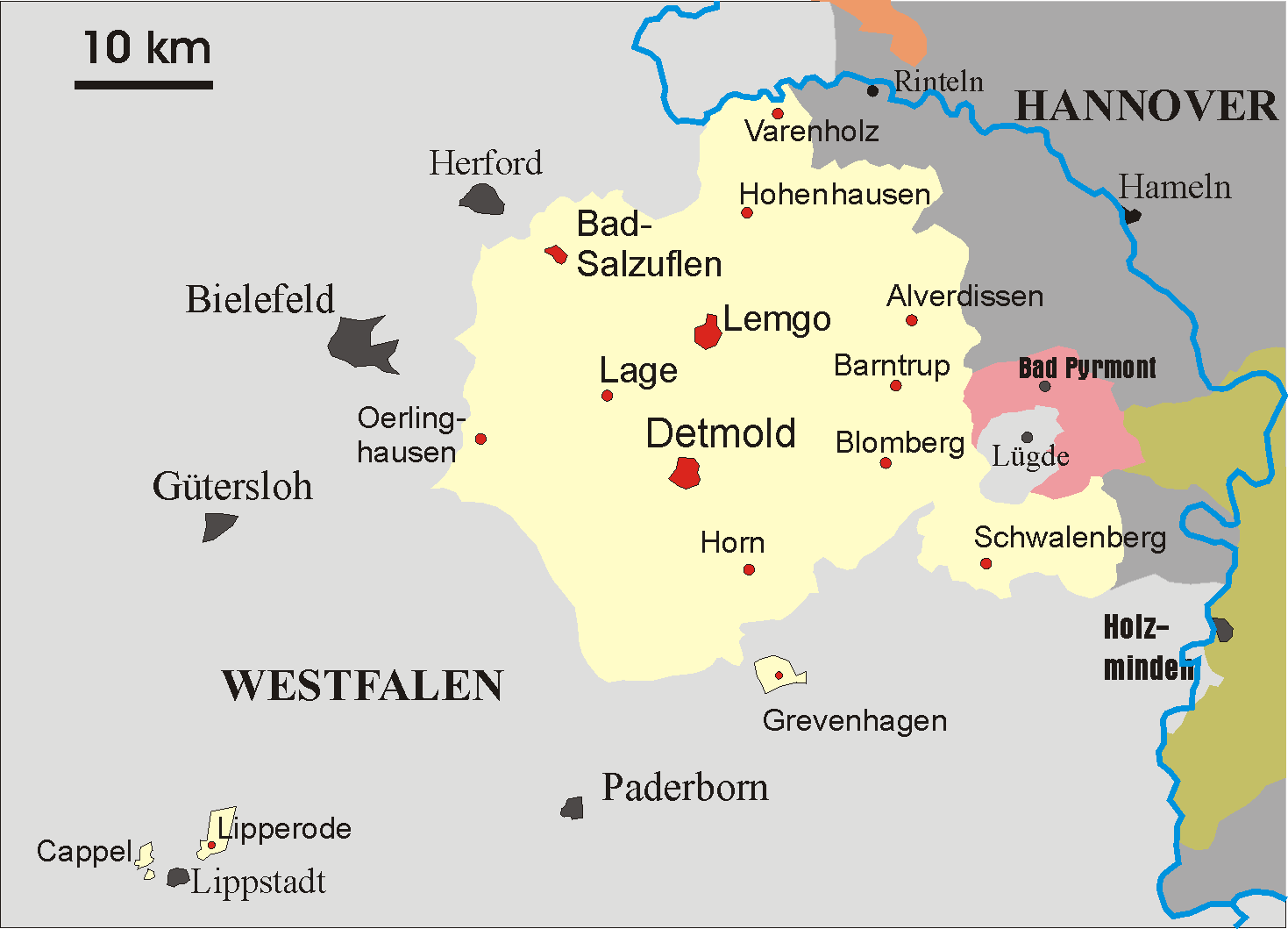
1815年起的利珀親王國

## 利珀领主
- 1123年—1158年：伯恩哈德一世 Bernhard I
- 1128年—1167年：赫尔曼一世 Hermann I 伯恩哈德一世的二弟
- 1168年—1196年：伯恩哈德二世 赫尔曼一世次子
- 1196年—1229年：赫尔曼二世 伯恩哈德二世长子
- 1230年—1265年：伯恩哈德三世 赫尔曼二世次子
- 1265年—1275年：伯恩哈德四世 伯恩哈德三世长子
- 1265年—1273年：赫尔曼三世 伯恩哈德三世次子，在利普施塔特
- 1273年—1344年：西蒙一世 Simon I 伯恩哈德四世之子
- 1295年—1333年：西蒙二世 西蒙一世第五子
- 1344年—1360年：奥托 Otto 西蒙一世第六子，在莱姆戈
- 1344年—1364年：伯恩哈德五世 西蒙一世长子，在雷达
- 1360年—1410年：西蒙三世 奥托长子
- 1410年—1415年：伯恩哈德六世 西蒙三世之子
- 1415年—1429年：西蒙四世 伯恩哈德六世长子
- 1429年—1511年：伯恩哈德七世 西蒙四世之子
- 1511年—1528年：西蒙五世 伯恩哈德七世长子，1528年被封为伯爵

1528年，利珀领地被封为伯国。

## 利珀伯爵
- 1528年—1536年：西蒙五世
- 1536年—1563年：伯恩哈德八世 西蒙五世次子
- 1563年—1613年：西蒙六世 伯恩哈德七世长子

1613年，利珀分为利珀-代特莫尔德、利珀-布拉克、利珀-施瓦伦贝格和利珀-阿尔维迪森。

## 利珀-代特莫尔德伯爵
- 1613年—1627年：西蒙七世 Simon VII "der Fromme", Herr und Graf zur Lippe-Detmold 西蒙六世次子，绰号“虔诚的”

1627年，分出利珀-施特恩贝格-施瓦伦贝格。
- 1627年—1636年：西蒙·路德维希 Simon Ludwig 西蒙七世次子
- 1636年—1650年：西蒙·菲利普 Simon Philipp 西蒙·路德维希长子
- 1650年—1652年：约翰·伯恩哈德 Johann Bernhard 西蒙七世第三子
- 1652年—1666年：赫尔曼·阿道夫 Hermann Adolf 西蒙七世第五子
- 1666年—1697年：西蒙·海因里希 Simon Heinrich 赫尔曼·阿道夫之子
- 1697年—1718年：腓特烈·阿道夫  Friedrich Adolf 西蒙·海因里希长子
- 1718年—1734年：西蒙·海因里希·阿道夫 Simon Heinrich Adolf 腓特烈·阿道夫长子，1720年被列为帝国诸侯
- 1734年—1782年：西蒙·奥古斯特 Simon August 西蒙·海因里希·阿道夫第三子
- 1782年—1789年：利奧波德一世 Friedrich Wilhelm Leopold 西蒙·奥古斯特长子，1789年升为親王

1789年，利珀-德特摩德升为親王國。

### 利珀-施特恩贝格-施瓦伦贝格伯爵
- 1627年—1678年：约布斯特·赫尔曼 Jobst Hermann 西蒙七世第九子
- 1678年—1709年：约翰·奥古斯特 Johann August 约布斯特·赫尔曼次子，无子嗣
- 1709年—1712年：约翰·腓特烈 Johann Friedrich 约布斯特·赫尔曼第五子，无子嗣
- 1712年—1736年：鲁道夫·斐迪南 Rudolf Ferdinand 约布斯特·赫尔曼第七子

1736年，利珀-施特恩贝格-施瓦伦贝格分为利珀-比斯特费尔德和利珀-魏森费尔德。

### 利珀-比斯特费尔德伯爵
- 1736年—1761年：弗里德里希·卡尔·奥古斯特 Friedrich Karl August zur Lippe-Biesterfeld 鲁道夫·斐迪南长子
- 1761年—1810年：卡尔·恩斯特·卡西米尔 Karl Ernst Casimir 腓特烈·卡尔·奥古斯特次子
- 1810年—1840年：恩斯特一世 Wilhelm Ernst 卡尔·恩斯特·卡西米尔第四子
- 1840年—1884年：尤里烏斯 Julius Peter Hermann August 恩斯特一世次子
- 1884年—1904年：恩斯特二世 Ernst Kasimir Friedrich Karl Eberhard 尤利乌斯次子，1897年起为利珀親王國摄政
- 1904年—1905年：利奥波德四世 恩斯特长子，1905年成为利珀侯爵

1905年，利珀-代特莫尔德绝嗣，利珀-比斯特费尔德得到代特莫尔德和侯爵称号。利珀-比斯特费尔德伯爵成为利珀侯爵。

### 利珀-魏森费尔德伯爵
- 1762年—1787年：斐迪南一世 鲁道夫·斐迪南第四子
- 1787年—1791年：弗里德里希·路德维希 Friedrich Ludwig 斐迪南·约翰·路德维希长子
- 1791年—1846年：斐迪南二世 Ferdinand 弗里德里希长子
- 1846年—1882年：古斯塔夫 Gustav 斐迪南长子

1882年古斯塔夫去世后，他的继承人不再称利珀-魏森费尔德伯爵。

## 利珀-布拉克伯爵
- 1613年—1659年：奥托 Otto zur Lippe-Brake 西蒙六世第三子
- 1659年—1700年：卡西米尔 Kasimir 奥托长子
- 1700年—1707年：鲁道夫 Rudolf 卡西米尔长子，没有男嗣
- 1707年—1709年：路德维希·斐迪南 Ludwig Ferdinand 鲁道夫的堂弟，没有子嗣

1709年，利珀-布拉克绝嗣，归于利珀-代特莫尔德。

## 利珀-施瓦伦贝格伯爵
- 1613年—1620年：赫尔曼 Hermann zur Lippe-Schwalenberg 西蒙六世第四子，没有子嗣

1620年，利珀-施瓦伦贝格绝嗣，归于利珀-代特莫尔德。

## 利珀-阿尔维迪森伯爵
- 1613年—1640年：菲利普一世 Philipp zur Lippe-Alverdissen 西蒙六世第五子，1640年改称绍姆堡-利珀伯爵

1640年利珀-阿尔维迪森更名绍姆堡-利珀。

### 绍姆堡-利珀伯爵
- 1640年—1681年：菲利普一世 Philipp zur Schaumburg-Lippe 西蒙六世第五子，1640年改称绍姆堡-利珀伯爵
- 1681年—1728年：弗雷德里克·克里斯蒂安 Frederick Christian zur Schaumburg-Lippe 菲利普一世次子
- 1728年—1748年：阿尔伯特·沃尔夫冈 Albert Wolfgang zur Schaumburg-Lippe 弗雷德里克·克里斯蒂安第四子
- 1748年—1777年：威廉 William zur Schaumburg-Lippe 阿尔伯特·沃尔夫冈次子

1681年，绍姆堡-利珀分出利珀-阿尔维迪森。

### 利珀-阿尔维迪森伯爵
- 1681年—1723年：菲利普·恩斯特一世 Philipp Ernst I 菲利普一世第四子
- 1723年—1749年：弗里德里希·恩斯特 Friedrich Ernst 菲利普·恩斯特一世第三子
- 1749年—1777年：菲利普二世·恩斯特 Philip II Ernst zur Schaumburg-Lippe 弗里德里希·恩斯特长子

1777年，绍姆堡-利珀老系绝嗣，利珀-阿尔维迪森得到绍姆堡-利珀并更名绍姆堡-利珀。

### 绍姆堡-利珀伯爵
- 1777年—1787年：菲利普二世·恩斯特 Philip II Ernst zur Schaumburg-Lippe 弗里德里希·恩斯特长子
- 1787年—1807年：格奥尔格·威廉 George William zur Schaumburg-Lippe  菲利普二世幼子

## 利珀侯爵

### 代特莫尔德系

德意志帝国时期的利珀国徽

- 1789年—1802年：弗里德里希·威廉·利奥波德一世 Friedrich Wilhelm Leopold I 1789年成为侯爵，称利奥波德一世
- 1802年—1851年：保罗·亚历山大·利奥波德二世 Paul Alexander Leopold II 利奥波德一世长子，1820年由其母安哈尔特-贝恩堡的保琳摄政。
- 1851年—1875年：保罗·弗里德里希·艾米尔·利奥波德三世 Paul Friedrich Emil Leopold III 利奥波德二世长子，无子嗣。
- 1875年—1895年：京特尔·弗里德里希·沃尔德马Günther Friedrich Woldemar 利奥波德二世次子，无子嗣。
- 1895年—1905年：卡尔·亚历山大 Karl Alexander 利奥波德二世第五子，无子嗣。

1905年，利珀-代特莫尔德绝嗣，利珀-比斯特费尔德伯爵成为利珀侯爵。

### 比斯特费尔德系
- 1905年—1918年：利奥波德四世·尤利乌斯·伯恩哈德·阿达尔贝特·奥托·卡尔·古斯塔夫 1904年为利珀摄政和利珀-比斯特费尔德伯爵，1905年成为利珀侯爵

1918年，德国的君主制覆亡。

## 绍姆堡-利珀親王
- 1807年—1860年：格奥尔格·威廉 George William zur Schaumburg-Lippe 菲利普二世幼子
- 1860年—1893年：阿道夫一世 Adolf I Georg zur Schaumburg-Lippe 格奥尔格·威廉长子
- 1893年—1911年：格奥尔格 Stephan Albrecht George zur Schaumburg-Lippe 阿道夫一世长子
- 1911年—1918年：阿道夫二世 Adolf II Bernhard zur Schaumburg-Lippe 格奥尔格长子

1918年，德国的君主制覆亡。

## 利珀家族族长

### 比斯特费尔德系
- 1918年—1949年：利奥波德四世
- 1949年—2015年：阿尔明·利奥波德·恩斯特·布鲁诺·亨利·威拉·奥古斯特 Armin Leopold Ernst Bruno Heinrich Willa August 利奥波德四世第四子，第二次婚姻的第一个孩子，称利珀亲王。
- 2015年至今：施特凡·利奥波德·尤斯图斯·理夏尔德 Stephan Leopold Justus Richard 阿尔明的独子，1959年生。

- 施特凡的继承人：伯恩哈德·利奥波德·巴普蒂斯特·恩斯特·格奥尔格·路德维希 Bernhard Leopold Baptist Ernst Georg Ludwig施特凡的长子，1995年生

### 魏森费尔德系
- 1882年—1900年：斐迪南 Ferdinand 利珀-魏森费尔德伯爵古斯塔夫长子
- 1900年—1915年：格奥尔格 Georg 利珀-魏森费尔德伯爵古斯塔夫次子
- 1915年—1920年：克莱门斯 Klemens 斐迪南和格奥尔格的远房堂弟，1916年被皇帝威廉二世封为利珀-魏森费尔德侯爵，1918年君主制覆亡后爵位消除。
- 1920年—1939年：卡尔·弗朗茨·斐迪南 Carl Franz Ferdinand 克莱门斯的长子
- 1939年—1995年：弗朗茨·克莱门斯·乌尔里希 Franz Clemens Ulrich 卡尔·弗朗茨·斐迪南之子
- 1995年—1996年：泰奥多尔·格奥尔格·路德维希·克里斯蒂安 Theodor Georg Ludwig Christian 克莱门斯的次子
- 1996年至今：克莱门斯·弗里德里希-路德维希·伯恩哈德·西蒙-斐迪南 Clemens Friedrich-Ludwig Bernhard Simon-Ferdinand 克里斯蒂安长子

- 克莱门斯的继承人：延·亨德里克·克里斯蒂安 Jan Hendrik Christian 克莱门斯之子，1970年生。

- 下一顺位继承人：埃里克·弗里德里希 Eric Frederick延·亨德里克的长子，2004年生

### 绍姆堡-利珀系
- 1918年—1936年：阿道夫二世·伯恩哈德 Adolf II Bernhard 格奥尔格长子
- 1936年—1962年：恩斯特·沃尔拉德 Ernst Wolrad 格奥尔格第四子，阿道夫二世的弟弟
- 1962年—2003年：弗里德里希·奥古斯特·菲利普-恩斯特·沃尔拉德 Friedrich August Philipp-Ernst Wolrad 沃尔拉德次子
- 2003年至今：恩斯特·奥古斯特·亚历山大·克里斯蒂安·维克托·胡贝图斯 Ernst August Alexander Christian Viktor Hubert 菲利普-恩斯特次子

- 亚历山大的继承人：恩斯特-奥古斯特·亚历山大·威廉·伯恩哈德·克拉夫特·海因里希·多纳图斯 Ernst-August Alexander Wilhelm Bernhard Krafft Heinrich Donatus 亚历山大长子